# Гад, Магда
Магда Гад (швед. Magda Gad; род. 17 октября 1975 года, Фалун) — египетско-шведский военный журналист, пишет для вечерней газеты «Экспрессен» (Expressen), шведской газеты «Svenska Dagbladet», изданий «Современная Психология» и «Läkartidningen».

## Биография

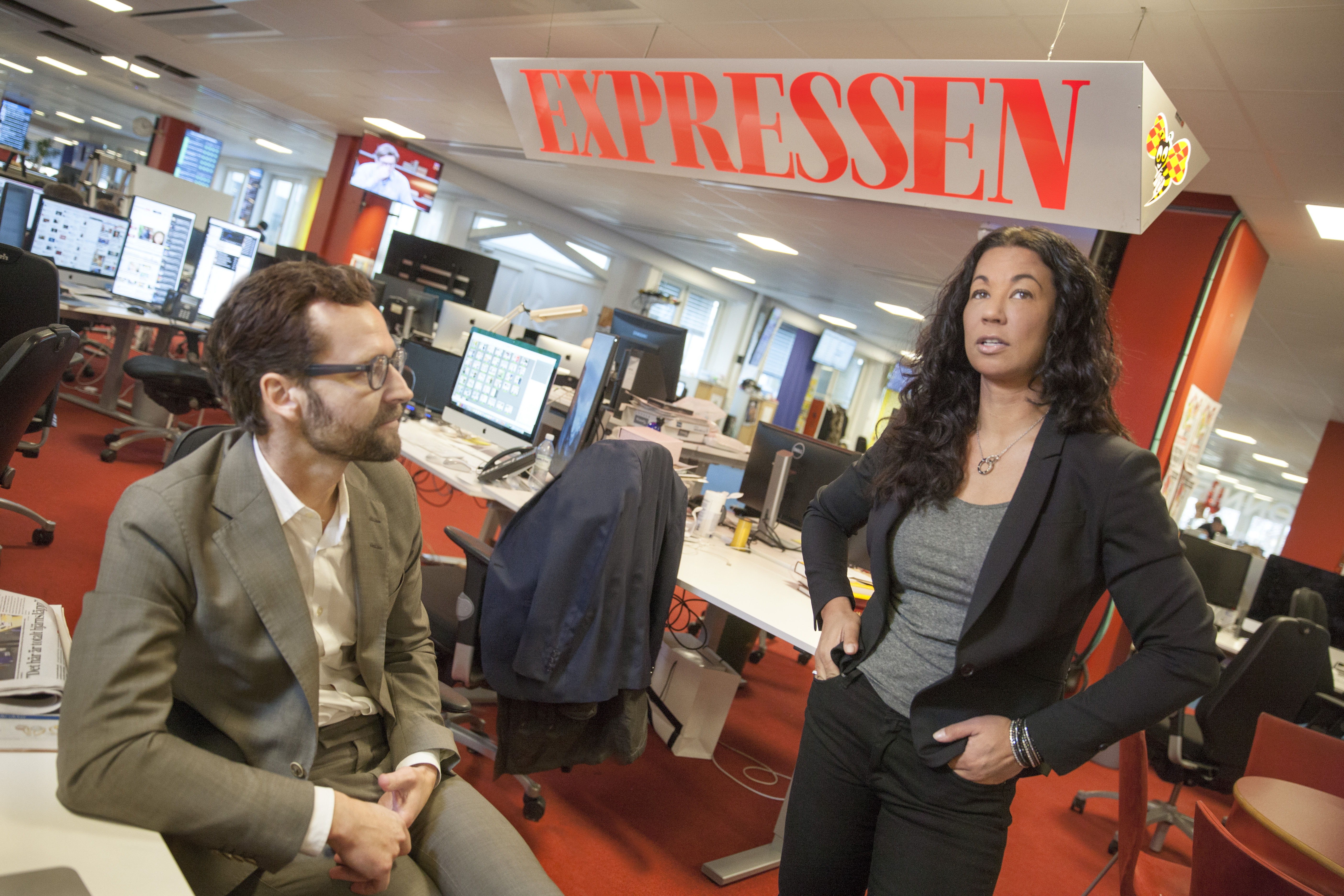
Магда Гад в редакции газеты Expressen

Магда Гад родилась 17 октября 1975 года в шведском городе Фалун, административном центре Даларна. Получив образование в области политологии в Стокгольмском университете, работала в ежемесячном шведском журнале Cafe Magazine, ориентированном на моду, стиль и культуру, потом — военным корреспондентом в вечерней газете «Экспрессен», писала для шведской газеты «Svenska Dagbladet», изданий «Современная психология» и «Läkartidningen». Автор репортажей из многих горячих точек мира, о военных событиях и катастрофах.
В 2014—2015 годах Магда Гад жила в Либерии во время бушевавшей там эпидемии геморрагической лихорадки эбола, посещала со съёмочными группами такие страны, как Конго, Гондурас и Украина (серия репортажей «За информационной дымовой завесой Магда Гад ищет правду»).
Получила мировую известность в июне 2016 года, описывая нападение на Мосул в Ираке, где сообщила о войне против ИГИЛ в Ираке.
Магда Гад является соавтором книги «Другая история» — антологии произведений о женщинах.

## Награды
- В 2015 году Гад была названа журналистом года (2015) в Швеции.
- Завоевала премию Корделии Эдвардсон (2016)[6], премию Wendelas (2016),[7] и приз Distinguished Writing Award европейской прессы (2016)[8]
- Финалист конкурса European Press Prize с репортажем из Румынии (2016).